# فرد جون
فرد جون (بالصينية: 车俊) هو سياسي صيني، ولد في يوليو 1955 في شاوهو في الصين. حزبياً، نشط في الحزب الشيوعي الصيني. وقد انتخب Secretary of the CPC Zhejiang Committee ‏ (26 أبريل 2017 – ).